# Fédération des particuliers employeurs
La Fédération des particuliers employeurs de France (FEPEM) est une association française fondée en 1948. Elle exerce une activité de lobbying au bénéfice des particuliers employeurs, sur le secteur de l’emploi à domicile en France.

## Présentation

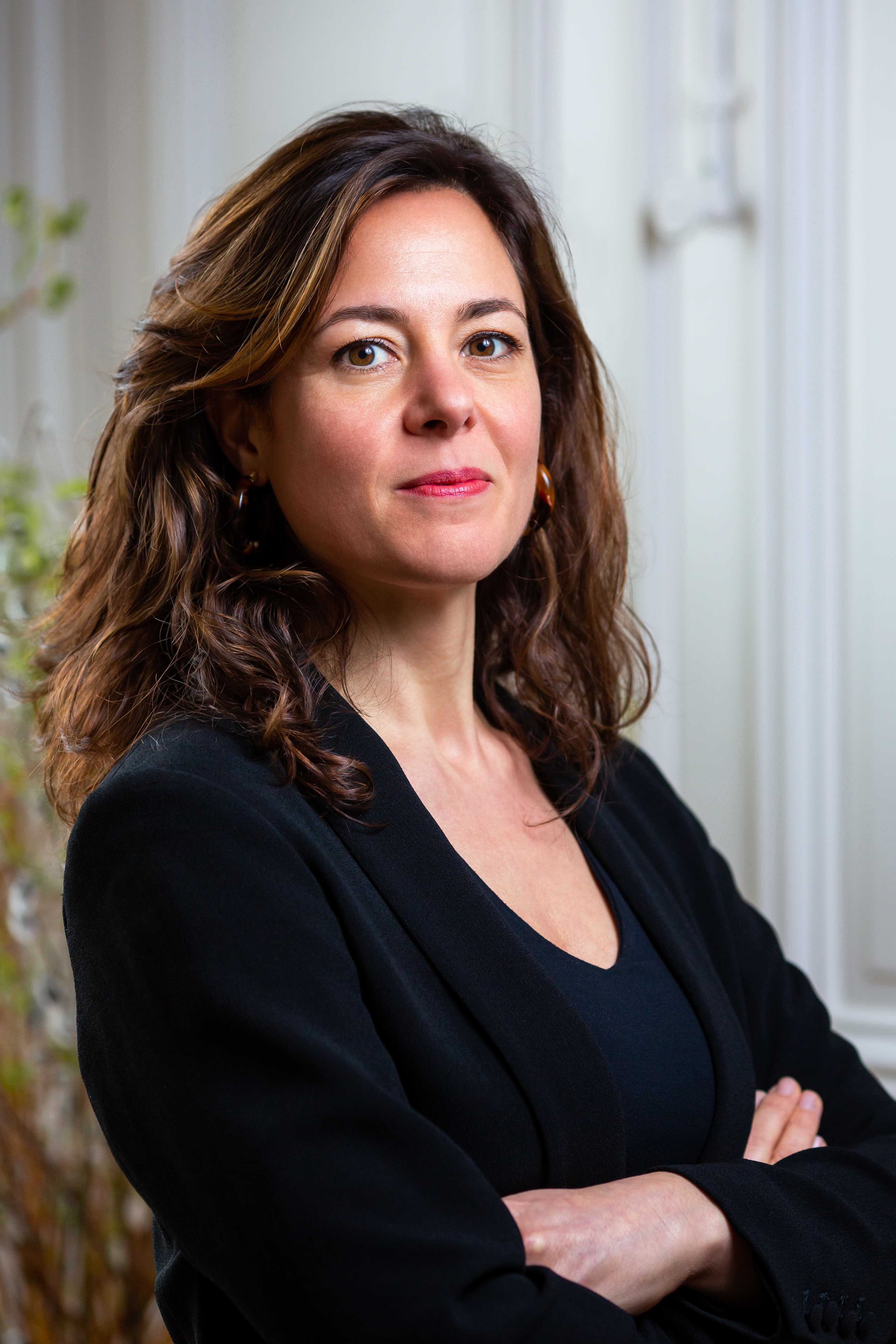
Julie L’Hotel Delhoume, Présidente de la FEPEM

La Fédération des particuliers employeurs de France (FEPEM) est fondée en le 25 juin 1948 à l'initiative d'employeurs, afin d'établir un cadre juridique entre les particuliers employeurs et leurs salariés.
La FEPEM contribue à la création de différents organismes : IPERIA l’Institut, le groupe IRCEM, Fédération Mandataires, la Fédération européenne des emplois de la famille (EFFE), la Fondation du Domicile et Particulier Emploi[réf. souhaitée].

## Histoire
En 1963, La Fédération des employeurs de gens de maison prend le nom de FEPEM.
En 2008, le statut de particulier employeur est officiellement reconnu et inscrit dans le code du travail dans le cadre de la Loi de Modernisation de l'économie.
Depuis 2017, la FEPEM est chargée de désigner des conseillers prud’homaux de la section des activités diverses.
En 2021, la FEPEM entre au Conseil économique, social et environnemental (CESE) dans le collège des employeurs.
En 2023, la FEPEM cofonde et devient partenaire de France Emploi Domicile, un portail d’information et de services destiné aux particuliers employeurs et à leurs salariés,.
La structure connait en 2024 une importante crise interne. Le bureau exécutif de l'organisme est démis de ses fonctions après que sa représentante légale a déposé deux plaintes visant la présidente et figure de proue de la structure, Marie Béatrice Levaux,,. La Cour des comptes enquête sur des soupçons de conflit d’intérêts,. Dans son rapport, l'institution critique sévèrement « le conflit d’intérêts » entre la Fepem, fédération patronale du secteur, et Iperia, l’entreprise qui règne sur la formation professionnelle des assistantes maternelles et des employés à domicile.

## Prises de positions

### Conventions collectives
La FEPEM est signataire des principaux textes conventionnels de la branche du secteur des particuliers employeurs et de l’emploi à domicile. En 1991, elle participe à la signature de la première convention collective nationale de travail du personnel employé de maison. En 2004, elle est signataire de la convention collective nationale des assistants maternels du particulier employeur. Plus récemment, elle contribue à l'élaboration de la convention collective nationale pour le secteur des particuliers employeurs et de l’emploi à domicile, entrée en vigueur le 1er janvier 2022. La FEPEM est aussi signataire de l’accord du 4 mai 2022, qui prévoit la mise en œuvre du dispositif de prévention et santé au travail pour le secteur de l’emploi à domicile. Le SPSTN (Service de Prévention et de Santé au Travail National), sera progressivement déployé sur tout le territoire français, à compter du 1er janvier 2025.

### Dispositifs fiscaux
La FEPEM exerce un lobbying pour la défense du statut fiscal du particulier employeur, considérant que le crédit d’impôt pour l’emploi d’un salarié à domicile constitue le dispositif fiscal le plus efficace et le seul fléché à 100% vers l’emploi déclaré. Elle s’est particulièrement mobilisée en 2019 pour que le crédit d’impôt pour l’emploi à domicile ne soit pas considéré comme une niche fiscale, mais comme un dispositif d’équité fiscale pour le seul employeur de France qui ne déduit pas de ses revenus la charge de l’emploi qu’il crée à son domicile.[réf. nécessaire]
La FEPEM défend le maintien de l’avance immédiate de crédit d’impôt pour les particuliers employeur, qui est régulièrement remis en question et menacé de réduction ou d’extinction, dans une optique de réduction de la dépense publique. La FEPEM affirme que, grâce à ce crédit d’impôt, il revient moins cher de déclarer les heures qui sont réalisées par les salariés du particulier employeur que de ne pas les déclarer et d’après ses estimations, le travail dissimulé a ainsi reculé de 50% en 1997 à 20% en 2024.
Depuis janvier 2022, l’avance immédiate sur le crédit d’impôt est effective pour les utilisateurs du CESU +. Son déploiement aux autres publics est étalé dans le temps : ouverture des droits aux usagers des structures mandataires en avril 2022, aux employeurs de gardes d’enfant de plus de 6 ans en 2024 via le site Pajemploi, et à ceux de gardes d’enfant de moins de 6 ans ainsi qu’aux bénéficiaires de l’APA et de la PCH vers 2026/2027,.

### Modèle de l’emploi à domicile
La FEPEM promeut le modèle de l’emploi à domicile et s'implique dans la définition de son cadre juridique. Elle soutient que ce modèle répond à des besoins fondamentaux de la vie quotidienne, tels que la garde d’enfants, l’accompagnement des personnes âgées et en situation de handicap, ainsi que la conciliation entre vie professionnelle et vie privée. Ce modèle se distingue par son caractère non lucratif et non marchand, tout en étant une source d’emplois de proximité non délocalisables.[réf. nécessaire]

## Fonctionnement
Cette section ne s'appuie pas, ou pas assez, sur des sources secondaires ou tertiaires indépendantes du sujet.

Pour l'améliorer, ajoutez-en, ou placez des modèles {{Source secondaire souhaitée}} ou {{Source secondaire nécessaire}} sur les passages mal sourcés. (décembre 2024)
La FEPEM est une association qui couvre l’ensemble du territoire métropolitain et outre-mer avec 13 délégations territoriales administrées par plus de 118 délégués territoriaux.
L’adhésion à la FEPEM est ouverte à toutes les personnes majeures employant un salarié à domicile.

## Directions
La FEPEM est présidée depuis le 11 juillet 2024 par Julie L’Hotel Delhoume. Son actuel Directeur général est Stéphane Bonhomme.

## Lobbying
La FEPEM intervient auprès des pouvoirs publics pour contribuer à la définition des politiques publiques liées au secteur de l’emploi à domicile. Elle est qualifiée en 2021 par Le Monde diplomatique de « lobby des patrons » qui défend bec et ongle l'extension du crédit d'impôt pour l'emploi à domicile, pourtant critiqué pour son coût et son caractère inégalitaire. En juin 2020, dans leur rapport sur les « métiers du lien », les députés Bruno Bonnell et François Ruffin écrivent : « D’après de nombreux acteurs auditionnés, la persistance de ce système inefficace et producteur d’injustice s’expliquerait par un lobbying de la fédération des particuliers employeurs. ».
Elle déclare en 2023 à la Haute autorité pour la transparence de la vie publique un budget annuel de représentation d'intérêts compris entre 300 000 et 400 000 euros.

## Critiques
En mai 2021, dans Le Monde diplomatique, le journaliste Timothée de Rauglaudre rappelle qu'Andrée Butillard, précurseure de la FEPEM, était une tenante d'un catholicisme social conservateur, fustigeant le « féminisme égalitaire » qui ferait le jeu « des plans socialistes et communistes », et qu'elle a collaboré sous le régime de Vichy en ouvrant des maisons familiales de vacances.
Mediapart indique en 2024 qu'un affrontement brutal en cours à la Fepem – révocations soudaines, plaintes en justice – a pour conséquence de révéler l’omniprésence d’Iperia, un organisme de formation créé à Alençon il y a trente ans, et de sa cofondatrice Marie Béatrice Levaux, lobbyiste incontournable du secteur. Des soupçons pèsent sur son rôle pour s’assurer qu’Iperia et ses structures sœurs regroupées sous l’enseigne Domicile & compétences qu’elle préside, captent une partie de l’argent de la formation professionnelle.